# Resultados do Carnaval do Rio de Janeiro em 2005
Nesta página estão listados os resultados dos concursos de escolas de samba e de blocos de enredo do carnaval do Rio de Janeiro do ano de 2005. Os desfiles foram realizados entre os dias 5 e 12 de fevereiro de 2005.
Assim como no ano anterior, a Beija-Flor foi campeã e a Unidos da Tijuca ficou com o vice-campeonato. Dessa vez, a diferença entre as duas foi de apenas um décimo. A Beija-Flor conquistou seu nono título de campeã com um desfile sobre as sete missões jesuíticas no Rio Grande do Sul. O enredo "O Vento Corta as Terras dos Pampas. Em Nome do Pai, do Filho e do Espírito Guarani, Sete Povos na Fé e na Dor... Sete Missões de Amor" foi desenvolvido pela Comissão de Carnaval da escola, formada por Cid Carvalho, Fran Sérgio, Laíla, Shangai e Ubiratan Silva. A Tradição foi rebaixada para a segunda divisão após permanecer por oito anos no Grupo Especial. O carnaval também ficou marcado pelo trágico desfile da Portela, no qual a águia, símbolo da agremiação, desfilou sem asas, e a Velha Guarda da escola foi impedida de desfilar pela primeira vez em sua história. A escola obteve sua pior colocação até então, se classificando em penúltimo lugar.
Acadêmicos da Rocinha foi a campeã do Grupo A, desfilando com o enredo "Um Mundo sem Fronteiras", do carnavalesco Alex de Souza. Estácio de Sá venceu o Grupo B reeditando seu enredo de 1976, "Arte Negra na Legendária Bahia". Vice-campeão, o Arranco também reeditou um enredo próprio, "Quem Vai Querer?", de 1989. As duas escolas foram promovidas ao Grupo A. União do Parque Curicica conquistou o Grupo C com um desfile sobre a Bahia. Unidos de Padre Miguel ganhou o Grupo D retratando a história do carnaval carioca. Unidos do Uraiti foi a campeã do Grupo E prestando um tributo ao ex-jogador de futebol Rildo da Costa Menezes.
Entre os blocos de enredo, Raízes da Tijuca venceu o Grupo 1; Império do Gramacho conquistou o Grupo 2; Mocidade Unida de Manguariba ganhou o Grupo 3; e Chatuba de Mesquita foi o campeão do Grupo de Avaliação.

## Grupo Especial
O desfile do Grupo Especial foi organizado pela Liga Independente das Escolas de Samba do Rio de Janeiro (LIESA) e realizado no Sambódromo da Marquês de Sapucaí, a partir das 21 horas dos dias 6 e 7 de fevereiro de 2005.
Ordem dos desfiles

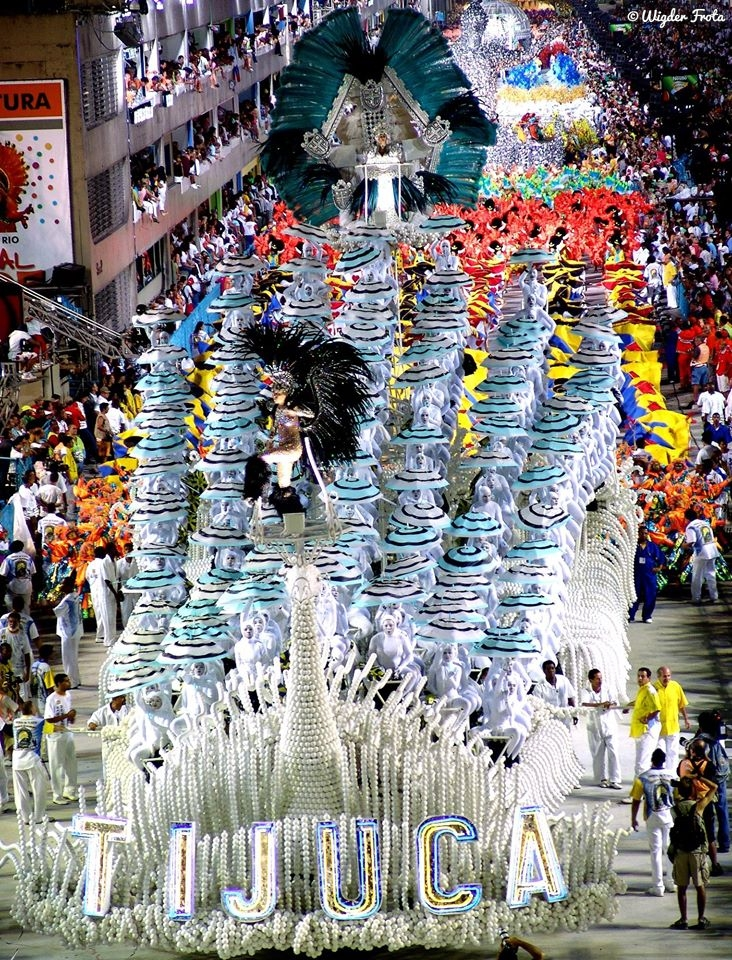
Carro abre-alas da Unidos da Tijuca. A escola foi vice-campeã do carnaval em 2005.

A LIESA promoveu mudanças na forma de definir a ordem dos desfiles. As escolas foram divididas em pares, para que uma noite não ficasse mais forte que a outra. A Beija-Flor fez par com a Estação Primeira de Mangueira, com isso, uma deveria desfilar no domingo e outra na segunda-feira. A escolha se deu através de sorteio. A escola campeã do acesso e a penúltima colocada do Grupo Especial do carnaval anterior, que nos últimos anos abriam as duas noites, passaram a encerrar os desfiles, enquanto as primeiras escolas de cada noite passaram a ser definidas através de sorteio. A Mocidade Independente de Padre Miguel foi sorteada para abrir a primeira noite. Campeã do Grupo A (segunda divisão) do ano anterior, a Unidos de Vila Isabel encerrou a primeira noite. A Liga permitiu que as escolas trocassem as posições de desfile dentro do mesmo dia. Penúltima colocada do Grupo Especial do ano anterior, a Caprichosos de Pilares deveria encerrar a segunda noite, mas trocou de posição com a Beija-Flor. Acadêmicos do Grande Rio foi sorteada para abrir a segunda noite, mas trocou de posição com a Unidos do Porto da Pedra. Unidos da Tijuca foi sorteada para ser a quarta da primeira noite, mas trocou de posição com a Mangueira. O sorteio foi realizado na noite de 7 de junho de 2004, no Canecão.
| Domingo (06/02/2005) | Segunda-feira (07/02/2005) |
| 1. Mocidade Independente de Padre Miguel 2. Império Serrano 3. Acadêmicos do Salgueiro 4. Estação Primeira de Mangueira 5. Unidos da Tijuca 6. Tradição 7. Unidos de Vila Isabel | 1. Unidos do Porto da Pedra 2. Caprichosos de Pilares 3. Unidos do Viradouro 4. Portela 5. Imperatriz Leopoldinense 6. Acadêmicos do Grande Rio 7. Beija-Flor |

Quesitos e julgadores
Foram mantidos os dez quesitos de avaliação do ano anterior e a mesma quantidade de julgadores (quatro por quesito).
| Quesitos | Quesitos                     | Julgador 1           | Julgador 2           | Julgador 3           | Julgador 4                |
| -------- | ---------------------------- | -------------------- | -------------------- | -------------------- | ------------------------- |
|          | Harmonia                     | Benvindo Siqueira    | Célia Souto          | José Roberto Brandão | Nilton Rodrigues da Silva |
|          | Bateria                      | Cláudio Luiz Matheus | Geraldo Vespar       | Jorge Simas          | Luiz Carlos Reis          |
|          | Samba-Enredo                 | Eri Galvão           | Jeanne Oliveira      | Marta Macedo         | Rui Maurity               |
|          | Comissão de Frente           | Aníbal La Valle      | João Wlamir          | Maria Luiza Noronha  | Raphael David             |
|          | Enredo                       | Clécio Quesado       | Liana Barcelos       | Luiz Antônio Araújo  | Orpheu de Souza           |
|          | Alegorias e Adereços         | Ana Bernachi         | Elenice Guimarães    | Luiz Carlos Corrêa   | Sergio Martinolli         |
|          | Evolução                     | Carlos Pousa         | Luiz Eduardo Rezende | Otoniel Serra        | Salete Lisboa             |
|          | Mestre-Sala e Porta-Bandeira | Beatriz Badejo       | Ilclemar Nunes       | Mirene Silva         | Tito Canha                |
|          | Conjunto                     | Daisy Guimarães      | Jayme Darriba        | Lula Vieira          | Wilson Martinez           |
|          | Fantasias                    | Drica Lucena         | Irene Orazen         | Isabela Campos       | Ricardo Cavalcanti        |

### Classificação

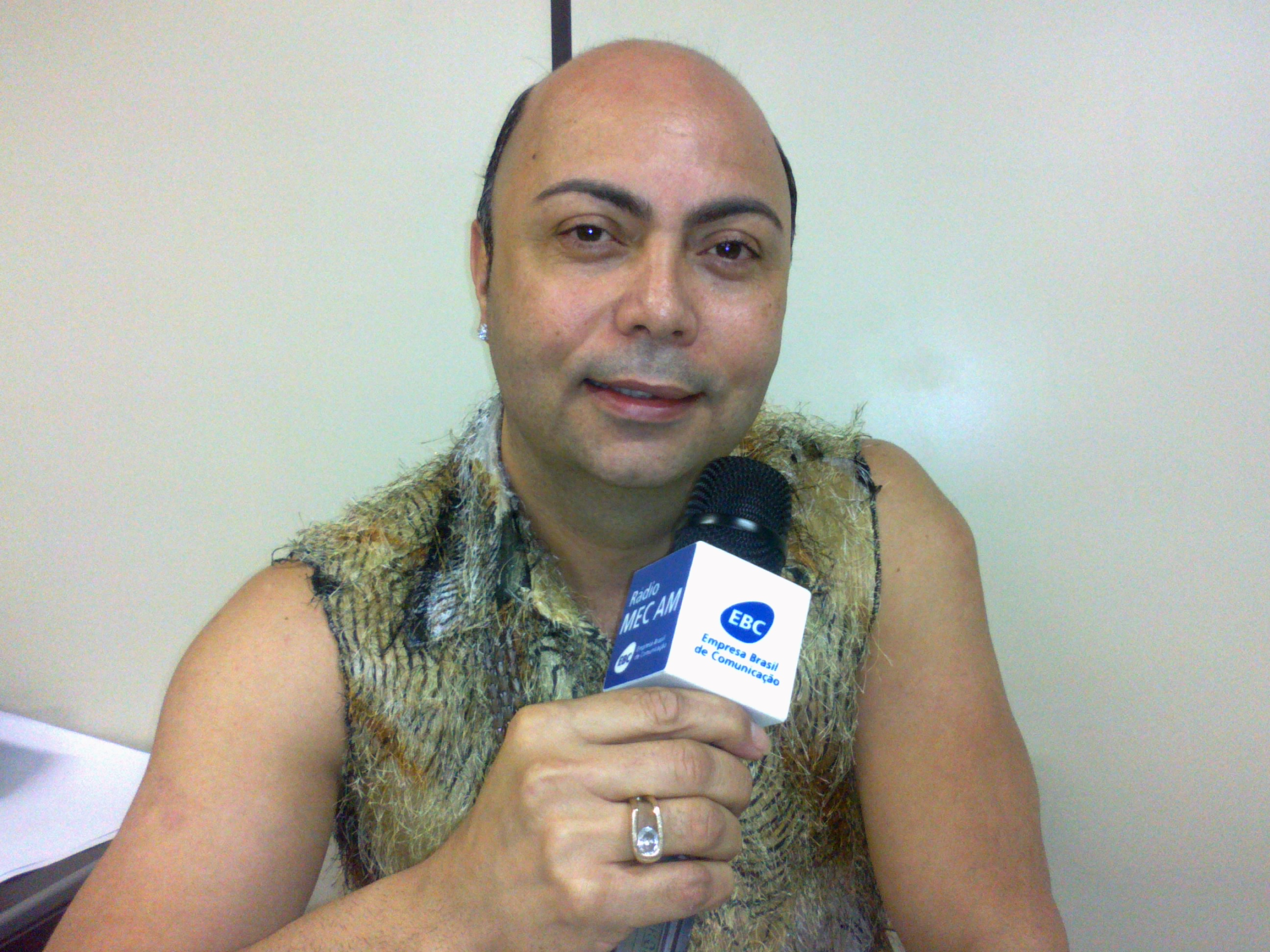
Um dos carnavalescos da Beija-Flor, Cid Carvalho foi campeão pela quarta vez.

A Beija-Flor conquistou seu nono título de campeã do carnaval carioca. Última escola a se apresentar, já com o dia claro, a Beija-Flor realizou um desfile sobre as sete missões jesuíticas no Rio Grande do Sul. A escola recebeu patrocínio do estado gaúcho. A apresentação teve alas e alegorias dramatizadas, que retrataram, entre outras passagens, a via crúcis de Jesus Cristo e o assassinato de crianças a mando de Herodes. O enredo "O Vento Corta as Terras dos Pampas. Em Nome do Pai, do Filho e do Espírito Guarani, Sete Povos na Fé e na Dor... Sete Missões de Amor" foi desenvolvido pela Comissão de Carnaval da escola, formada por Cid Carvalho, Fran Sérgio, Laíla, Shangai e Ubiratan Silva.
Pelo segundo ano consecutivo, a Unidos da Tijuca foi vice-campeã. Dessa vez, pela diferença de um décimo. Assim como no ano anterior, a escola apresentou diversas alegorias coreografadas. O enredo, assinado pelo carnavalesco Paulo Barros, abordou o imaginário humano. Acadêmicos do Grande Rio ficou com o terceiro lugar. A escola realizou um desfile sobre a alimentação, patrocinado pela Nestlé. Quarta colocada, a Imperatriz Leopoldinense homenageou os escritores Hans Christian Andersen e Monteiro Lobato. Com um desfile sobre o fogo, o Salgueiro se classificou em quinto lugar. Estação Primeira de Mangueira conquistou a última vaga do Desfile das Campeãs. A escola foi a sexta colocada com um desfile sobre a energia, patrocinado por Petrobras e Eletrobras.
Unidos do Porto da Pedra ficou em sétimo lugar reeditando o clássico "Festa Profana", samba-enredo de 1989 da União da Ilha do Governador. Com um desfile sobre o sorriso, a Unidos do Viradouro se classificou em oitavo lugar. A Mocidade foi a nona colocada com um desfile sobre a cultura da Itália, com enfoque na arte, moda e culinária do país. De volta ao Grupo Especial, após vencer o Grupo A em 2004, a Unidos de Vila Isabel se classificou em décimo lugar com um desfile sobre navegação e construção naval. A última alegoria da escola desacoplou, se transformando em duas e ultrapassando o limite imposto pelo regulamento, o que gerou penalização à escola. Foi o último desfile assinado por Joãosinho Trinta. O carnavalesco teve um derrame cerebral durante a preparação do carnaval, sendo substituído pelo seu assistente, Wany Araújo. Décima primeira colocada, a Caprichosos de Pilares homenageou os 20 anos da LIESA, relembrando os desfiles e as personalidades que fizeram história no carnaval carioca. Império Serrano se classificou em décimo segundo lugar com um desfile sobre a preservação da natureza. A Portela obteve a pior colocação de sua história até então. Com um desfile repleto de problemas, a escola se classificou em penúltimo lugar, escapando, por pouco, do rebaixamento. O enredo abordou as oito metas para um mundo melhor, estabelecidas pela ONU em 2000, como a erradicação da pobreza e da fome, a redução da mortalidade infantil e a sustentabilidade do meio ambiente. Na véspera da apresentação, o carro abre-alas da escola pegou fogo; e na concentração do desfile, diretores não conseguiram finalizar a escultura da águia, símbolo da agremiação, que desfilou sem as asas. Para não ultrapassar o tempo limite de desfile, o presidente da escola impediu que a última alegoria desfilasse. Os integrantes da Velha Guarda da Portela também foram impedidos de desfilar e só passaram pela Sapucaí depois que o desfile da escola terminou. Após oito carnavais consecutivos no Grupo Especial, a Tradição foi rebaixada para a segunda divisão. A agremiação realizou um desfile sobre a soja, se classificando em último lugar.
| Legenda: Desfile das Campeãs Rebaixada para o Grupo A |

| Col. | Escola                                | Enredo | Carnavalesco(a)                                            | Pontos |
| ---- | ------------------------------------- | --- | ---------------------------------------------------------- | ------ |
| 1    | Beija-Flor                            | O Vento Corta as Terras dos Pampas. Em Nome do Pai, do Filho e do Espírito Guarani, Sete Povos na Fé e na Dor... Sete Missões de Amor | Cid Carvalho, Fran Sérgio, Laíla, Shangai e Ubiratan Silva | 399,4  |
| 2    | Unidos da Tijuca                      | Entrou por Um Lado, Saiu pelo Outro... Quem Quiser que Invente Outro!                                                                 | Paulo Barros                                               | 399,3  |
| 3    | Acadêmicos do Grande Rio              | Alimentar o Corpo e a Alma Faz Bem!                                                                                                   | Roberto Szaniecki                                          | 398,6  |
| 4    | Imperatriz Leopoldinense              | Uma Delirante Confusão Fabulística | Rosa Magalhães                                             | 398,5  |
| 5    | Acadêmicos do Salgueiro               | Do Fogo que Ilumina a Vida, Salgueiro É Chama que Não se Apaga                                                                        | Renato Lage e Márcia Lage                                  | 397,9  |
| 6    | Estação Primeira de Mangueira         | Mangueira Energiza a Avenida. O Carnaval É Pura Energia e a Energia É o Nosso Desafio                                                 | Max Lopes                                                  | 393,8  |
| 7    | Unidos do Porto da Pedra              | Carnaval - Festa Profana (Reedição do enredo de 1989 da União da Ilha)                                                                | Alexandre Louzada                                          | 393,5  |
| 8    | Unidos do Viradouro                   | A Viradouro É Só Sorriso! | Mauro Quintaes                                             | 393,4  |
| 9    | Mocidade Independente de Padre Miguel | Buon Mangiare, Mocidade! A Arte Está na Mesa                                                                                          | Paulo Menezes                                              | 388,7  |
| 10   | Unidos de Vila Isabel                 | Singrando em Mares Bravios... E Construindo o Futuro                                                                                  | Joãosinho Trinta e Wany Araújo                             | 386,8  |
| 11   | Caprichosos de Pilares                | Carnaval, Doce Ilusão. A Gente Se Vê Aqui no Meio da Multidão: 20 Anos de Liga                                                        | Chico Spinoza                                              | 386,3  |
| 12   | Império Serrano                       | Um Grito que Ecoa no Ar. Homem/Natureza - O Perfeito Equilíbrio                                                                       | Ilvamar Magalhães                                          | 384,3  |
| 13   | Portela                               | Nós Podemos: Oito Idéias para Mudar o Mundo!                                                                                          | Amarildo de Mello e Nelson Ricardo                         | 383,9  |
| 14   | Tradição                              | De Sol a Sol, de Sol à Soja. Um Negócio da China!                                                                                     | Mário Borriello                                            | 379,6  |

### Desfile das Campeãs
O Desfile das Campeãs foi realizado a partir da noite do sábado, dia 12 de fevereiro de 2005, no Sambódromo da Marquês de Sapucaí. As seis primeiras colocadas do Grupo Especial desfilaram seguindo a ordem inversa de classificação. A Beija-Flor convidou a Velha Guarda da Portela para participar do seu desfile.
| Ordem dos desfiles |
| 1. Estação Primeira de Mangueira 2. Acadêmicos do Salgueiro 3. Imperatriz Leopoldinense 4. Acadêmicos do Grande Rio 5. Unidos da Tijuca 6. Beija-Flor |

### Premiações

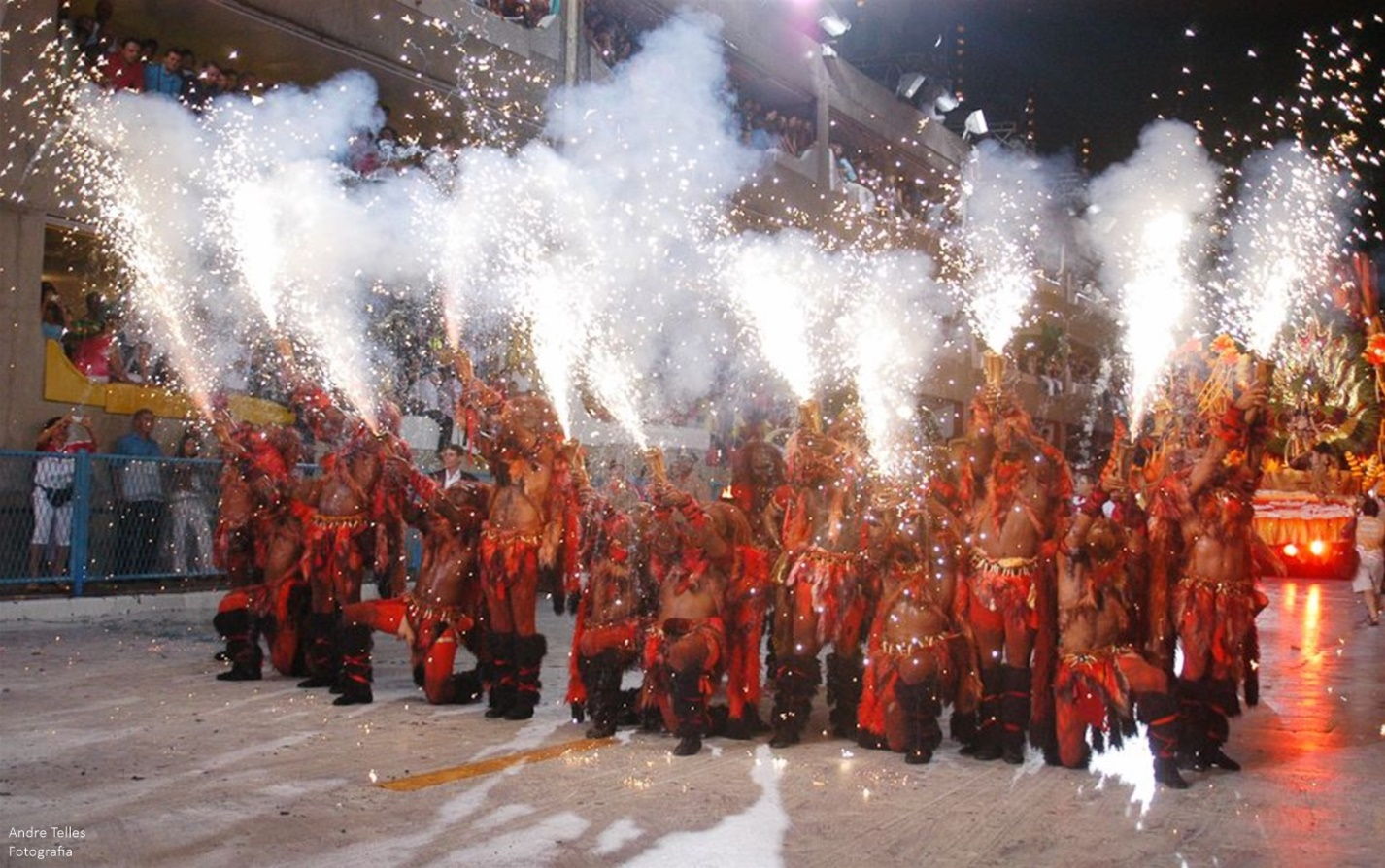
Comissão de frente do Salgueiro foi premiada com o Estandarte de Ouro. Escola também recebeu o prêmio principal do Tamborim de Ouro.

| Prêmios 2005          | Estandarte de Ouro         | Tamborim de Ouro           |
| --------------------- | -------------------------- | -------------------------- |
| Melhor escola         | Unidos da Tijuca           | Salgueiro                  |
| Samba-enredo          | Beija-Flor                 | Beija-Flor                 |
| Melhor enredo         | Unidos da Tijuca           | Viradouro                  |
| Melhor bateria        | Grande Rio                 | Grande Rio                 |
| Melhor mestre-sala    | Claudinho (Beija-Flor)     | Bira (Unidos da Tijuca)    |
| Melhor porta-bandeira | Selminha (Beija-Flor)      | Lucinha (Unidos da Tijuca) |
| Comissão de frente    | Salgueiro                  | Unidos da Tijuca           |
| Melhor intérprete     | Wantuir (Unidos da Tijuca) | Neguinho da Beija-Flor     |
| Melhor ala de baianas | Salgueiro                  | Imperatriz Leopoldinense   |

## Grupo A
O desfile do Grupo A (segunda divisão) foi organizado pela Associação das Escolas de Samba da Cidade do Rio de Janeiro e realizado a partir das 20 horas do sábado, dia 5 de fevereiro de 2005, no Sambódromo da Marquês de Sapucaí. Todas as escolas desfilaram debaixo de chuva e parte do público foi embora antes do término.
| Ordem dos desfiles |
| 1. Renascer de Jacarepaguá 2. Paraíso do Tuiuti 3. Vizinha Faladeira 4. Acadêmicos de Santa Cruz 5. Acadêmicos do Cubango 6. União da Ilha do Governador 7. União de Jacarepaguá 8. Acadêmicos da Rocinha 9. Alegria da Zona Sul 10. São Clemente |

Quesitos e julgadores
Foram mantidos os nove quesitos de avaliação do ano anterior e a mesma quantidade de julgadores (quatro por quesito).
| Quesitos | Quesitos                     | Julgadores                            | Julgadores                 | Julgadores          | Julgadores                                |
| -------- | ---------------------------- | ------------------------------------- | -------------------------- | ------------------- | ----------------------------------------- |
|          | Mestre-Sala e Porta-Bandeira | Caio Márcio Trindade Barbosa da Silva | Carlos Manuel de Souza     | Ricardo de Oliveira | Silvio Curty                              |
|          | Comissão de Frente           | Alberto Avýz                          | João Carlos Alves Artigos  | Sérgio Maia         | Vitor Iório                               |
|          | Fantasias                    | Marcus Wagner                         | Heloísa de Senna Frederico | Ana Paula Bellotto  | Maria Luiza Ferreira Vianna (Biza Vianna) |
|          | Alegorias e Adereços         | Luís Osvaldo Cunha                    | João Gomes                 | Ana Durães          | Cláudia de Miranda Silva                  |
|          | Enredo                       | Jair Martins                          | Luiz Eduardo Pinheiro      | Marco Antonio Costa | Nilcemar Nogueira                         |
|          | Evolução                     | André Weller                          | Celso Lemos                | Clélia Bessa        | Francisco Motta                           |
|          | Harmonia                     | Amilton Nogueira                      | Emanuel Santos             | Luís Filipe de Lima | Marcos Gomes                              |
|          | Samba-Enredo                 | Jonas Maia                            | Luiz Gustavo Leite         | Renato Viana        | Ricardo de Carvalho                       |
|          | Bateria                      | Carlos Augusto Negreiro Ferreira      | Chico Donadoni             | Eduardo Galloti     | Juran Ribeiro                             |

### Classificação
Acadêmicos da Rocinha foi a campeã, garantindo seu retorno ao Grupo Especial, de onde foi rebaixada em 1997. A escola realizou um desfile sobre a busca de um mundo utópico, sem barreiras sociais. O carnavalesco Alex de Souza teve a ideia do enredo após o Governo do Estado do Rio cogitar construir muros em volta da Rocinha, isolando a comunidade. Vice-campeã, a União da Ilha do Governador homenageou os 120 anos da Estrada de Ferro do Corcovado. A São Clemente se classificou em terceiro lugar com um desfile sobre a terceira idade. Quarta colocada, a Acadêmicos de Santa Cruz homenageou a cidade do Rio de Janeiro. Com um desfile em homenagem aos 70 anos do Teatro Rival, a Alegria da Zona Sul obteve a quinta colocação. Acadêmicos do Cubango ficou em sexto lugar com um desfile sobre o candomblé. A escola teve dificuldade para manobrar suas alegorias e ultrapassou o tempo máximo de desfile. Sétima colocada, a Vizinha Faladeira homenageou Gilberto Gil. O cantor não pode comparecer ao desfile, mas sua filha, Preta Gil, desfilou à frente da bateria da escola. Com um desfile sobre o espelho, a Renascer de Jacarepaguá obteve a oitava colocação. Últimas colocadas, Paraíso do Tuiuti e União de Jacarepaguá foram rebaixadas para a terceira divisão. Paraíso do Tuiuti homenageou o pesquisador musical Ricardo Cravo Albin. O homenageado desfilou na última alegoria da escola e admitiu ter levado vários choques por conta da chuva. A União de Jacarepaguá realizou um desfile sobre o município de Araruama.
| Legenda: Promovida ao Grupo Especial Rebaixadas para o Grupo B |

| Col. | Escola                      | Enredo                                                                                               | Carnavalesco(a)                                                                              | Pontos |
| ---- | --------------------------- | --- | -------------------------------------------------------------------------------------------- | ------ |
| 1    | Acadêmicos da Rocinha       | Um Mundo sem Fronteiras                                                                              | Alex de Souza                                                                                | 179,7  |
| 2    | União da Ilha do Governador | Das Veredas dos Trilhos a Um Sonho de Fé... A Ilha Traz a Conquista do Pináculo, Corcovado Tentação! | Alaôr Jr. e Antônio Roberto                                                                  | 178,9  |
| 3    | São Clemente                | Velha É a Vovozinha: a São Clemente Enrugadinha e Gostosinha                                         | Milton Cunha                                                                                 | 178,4  |
| 4    | Acadêmicos de Santa Cruz    | Rio - Conquistas e Glórias de Uma Cidade de Histórias                                                | Jack Vasconcelos, Rosele Nicolau, Munir Nicolau e André Marins                               | 178,3  |
| 5    | Alegria da Zona Sul         | Teatro Rival - 70 Anos de Resistência Cultural                                                       | Oswaldo Luiz (Deco), Carlos André e Marco Antônio Falleiros                                  | 176,1  |
| 6    | Acadêmicos do Cubango       | O Fruto da África de Todos os Deuses no Brasil de Fé. Candomblé...                                   | Jaime Cezário                                                                                | 175,5  |
| 7    | Vizinha Faladeira           | 222 Gil, o Expresso da Cultura do Brasil                                                             | Antônio Sérgio                                                                               | 175,2  |
| 8    | Renascer de Jacarepaguá     | Espelho, Espelho Meu!                                                                                | Lane Santana                                                                                 | 175,1  |
| 9    | Paraíso do Tuiuti           | Cravo de Ouro, Eu Também Sou da Lira e Não Quero Negar                                               | Rodrigo Siqueira                                                                             | 174,8  |
| 10   | União de Jacarepaguá        | Iriruama-arara-o-ama por Toda Eternidade                                                             | Waldecyr Rosas, Leonardo Batista, Júnior Schall, Tio Mulato, Reinaldo Bandeira e Luiz Carlos | 172,7  |

### Premiações
| Prêmios 2005        | Melhor escola | Samba-enredo  | Enredo   | Bateria      | Mestre-sala e porta-bandeira         | Comissão de frente | Intérprete         | Ala de baianas | Ala de passistas |
| ------------------- | ------------- | ------------- | -------- | ------------ | ------------------------------------ | ------------------ | ------------------ | -------------- | ---------------- |
| S@mba-Net           | Rocinha       | Cubango       | Renascer | São Clemente | Eduardo e Cíntia (Santa Cruz)        | União da Ilha      | Ciganerey (Tuiuti) | Renascer       | São Clemente     |
| Troféu Jorge Lafond | Rocinha       | União da Ilha | Renascer | Vizinha      | Tuninho (Ilha) e Jacqueline (Tuiuti) | Santa Cruz         | Ciganerey (Tuiuti) | -              | Renascer         |
| Estandarte de Ouro  | -             | Cubango       | -        | -            | -                                    | -                  | -                  | -              | -                |

## Grupo B
O desfile do Grupo B (terceira divisão) foi organizado pela AESCRJ e realizado a partir da noite da terça-feira, dia 8 de fevereiro de 2005, no Sambódromo da Marquês de Sapucaí.
| Ordem dos desfiles |
| 1. Unidos do Jacarezinho 2. Império da Tijuca 3. Estácio de Sá 4. Leão de Nova Iguaçu 5. Mocidade de Vicente de Carvalho 6. Independente da Praça da Bandeira 7. Inocentes de Belford Roxo 8. Arranco 9. Lins Imperial 10. Unidos da Ponte 11. Boi da Ilha do Governador 12. Unidos de Lucas |

Quesitos e julgadores
Foram mantidos os nove quesitos de avaliação do ano anterior e a mesma quantidade de julgadores (quatro por quesito).
| Quesitos | Quesitos                     | Julgadores                    | Julgadores                      | Julgadores               | Julgadores                    |
| -------- | ---------------------------- | ----------------------------- | ------------------------------- | ------------------------ | ----------------------------- |
|          | Mestre-Sala e Porta-Bandeira | Daniela Marcondes             | Manoel Francisco                | Roberto de Oliveira      | Thais Maia Alves de Souza     |
|          | Comissão de Frente           | Georgia Marcia Barbosa        | José Alexandre Victoriano Alves | Kiti Duarte              | Regina Hahgen                 |
|          | Fantasias                    | Cristhina Costa Lima da Rocha | Cristiane Ferraz Correia        | Lena Santana             | Silvia Portugal               |
|          | Alegorias e Adereços         | Arnaldo Parpinelli            | Tatiana Grimberg                | Teke Frchinski           | Zilda Moschkovich             |
|          | Enredo                       | Carlos Eduardo Bararta        | Cristiano da Silva Borges       | Fernando Antonio Peixoto | Francisco dos Santos Lourenço |
|          | Evolução                     | Ana Maria Santeiro            | José Luiz Jorge de Toledo       | Sid Camilo               | Zilmar Basílio                |
|          | Harmonia                     | Hortêncio Borges              | Luciene Setta                   | Marcelo Pereira Mattos   | Yeda Dantas                   |
|          | Samba-enredo                 | Adil Tiscatti                 | Arino de Souza Dias             | Eliana Pereira Murcia    | Robson Camilo                 |
|          | Bateria                      | Leandro Morel                 | Paulo César Mariotine           | Toni Monteiro            | Ubiratan Ferreira Sodré       |

### Classificação
Estácio de Sá foi a campeã, garantindo seu retorno ao Grupo A, de onde foi rebaixada no ano anterior. A escola reeditou seu samba-enredo de 1976. O Arranco teve a mesma pontuação final que a Estácio, mas ficou com o vice-campeonato pelos critérios de desempate. A escola também foi promovida ao Grupo A, de onde estava afastada desde 1997. O Arranco também reeditou um samba-enredo de 1989.
| Legenda: Promovidas ao Grupo A Rebaixadas para o Grupo C |

| Col. | Escola                            | Enredo                                                                           | Carnavalesco(a)                 | Pontos |
| ---- | --------------------------------- | -------------------------------------------------------------------------------- | ------------------------------- | ------ |
| 1    | Estácio de Sá                     | Arte Negra na Legendária Bahia (Reedição do próprio enredo de 1976)              | Sylvio Cunha                    | 179,9  |
| 2    | Arranco                           | Quem Vai Querer? (Reedição do próprio enredo de 1989)                            | Jorge Caribé                    | 179,9  |
| 3    | Boi da Ilha do Governador         | As Águas de Oxalá                                                                | Guilherme Alexandre             | 179,4  |
| 4    | Lins Imperial                     | O Bêbado e a Equilibrista. O Show Tem que Continuar...                           | Eduardo Gonçalves               | 178,5  |
| 5    | Inocentes de Belford Roxo         | O Ouro do Lixo - De Onde Vai, para Onde Vem, Reciclando com o Pé no Futuro       | Sérgio Carioca e Robson Goulart | 177,8  |
| 6    | Unidos da Ponte                   | E Eles Verão a Deus (Reedição do próprio enredo de 1983)                         | Edgley Cunha                    | 177,7  |
| 7    | Império da Tijuca                 | Sargentelli Carioca do Brasil. É Samba, É Alegria, É Mulata Nota Nota Mil        | Sandro Gomes                    | 177,7  |
| 8    | Unidos de Lucas                   | Mar Baiano em Noite de Gala (Reedição do próprio enredo de 1976)                 | Marcelo Portella                | 177,2  |
| 9    | Independente da Praça da Bandeira | Josué de Castro: Ecoa Um Grito Contra a Fome, pela Cidadania e pela Paz na Terra | Amarildo de Mello               | 175,5  |
| 10   | Unidos do Jacarezinho             | Monarco, Voz e Memória do Samba, Um Passado de Glória                            | Eduardo Minucci                 | 174    |
| 11   | Leão de Nova Iguaçu               | Na Magia do Palco da Vida. Emilinha Borba, a Rainha do Brasil!                   | Flávio Campello                 | 173,6  |
| 12   | Mocidade de Vicente de Carvalho   | Da Lenda à História de Itaguaí                                                   | Ad Moreira                      | 172,2  |

### Premiações
| Prêmios 2005        | Melhor escola | Samba-enredo | Enredo        | Bateria | Mestre-sala e porta-bandeira               | Comissão de frente | Intérprete                | Ala de baianas | Ala de passistas |
| ------------------- | ------------- | ------------ | ------------- | ------- | ------------------------------------------ | ------------------ | ------------------------- | -------------- | ---------------- |
| S@mba-Net           | Arranco       | Lucas        | Lins Imperial | Arranco | Diego e Alessandra (Arranco)               | Ponte              | Eliezer (Jacarezinho)     | Estácio        | Lins Imperial    |
| Troféu Jorge Lafond | Estácio       | Estácio      | Arranco       | Lucas   | Alexandre (Independente) e Selma (Estácio) | Lins Imperial      | Reginaldo Bessa (Arranco) | -              | Ponte            |

## Grupo C
O desfile do Grupo C (quarta divisão) foi organizado pela AESCRJ e realizado a partir da noite do domingo, dia 6 de fevereiro de 2005, na Estrada Intendente Magalhães, em Campinho.
| Ordem dos desfiles |
| 1. Unidos do Sacramento 2. Unidos do Anil 3. Acadêmicos da Abolição 4. Unidos da Villa Rica 5. Unidos do Cabuçu 6. Arrastão de Cascadura 7. Flor da Mina do Andaraí 8. Difícil É o Nome 9. União do Parque Curicica 10. Acadêmicos da Barra da Tijuca 11. Canários das Laranjeiras 12. Acadêmicos do Engenho da Rainha 13. Gato de Bonsucesso 14. Unidos do Cabral |

### Classificação
União do Parque Curicica foi a campeã, garantindo seu retorno ao Grupo B, de onde foi rebaixada no ano anterior. A escola realizou um desfile sobre a Bahia. Flor da Mina do Andaraí e Difícil É o Nome também foram promovidas ao Grupo B.
| Legenda: Promovidas ao Grupo B Rebaixadas para o Grupo D |

| Col. | Escola                          | Enredo                                                                               | Carnavalesco(a)                                             | Pontos |
| ---- | ------------------------------- | ------------------------------------------------------------------------------------ | ----------------------------------------------------------- | ------ |
| 1    | União do Parque Curicica        | Bahia de São Salvador, o Porto Seguro do Brasil                                      | Jorge Caribé                                                | 179,9  |
| 2    | Flor da Mina do Andaraí         | Andira-Y - Uma Celebridade Adocicada com 440 Anos de História                        | Clóvis Costha                                               | 174    |
| 3    | Difícil É o Nome                | Retiro dos Artistas, Proteção e Gratidão a Todos os Artistas do Brasil               | Comissão de Carnaval                                        | 173,4  |
| 4    | Acadêmicos do Engenho da Rainha | Rosa Vermelha, Rosa Amarela, Rosa Branca, Rosa Chá... Até Rosa Barroca o Carnaval Dá | Ricardo Machado                                             | 171,6  |
| 5    | Unidos do Cabral                | Amir Haddad, da Lapa ao Cabral... Carnavalizando o Teatro, Teatralizando o Carnaval  | Luiz Ferreira                                               | 171,1  |
| 6    | Gato de Bonsucesso              | Rio, a Mais Maravilhosa das Cidades                                                  | Roseni Lima, Rafael, Sérgio Marcelo e Carlos Gomes da Costa | 171    |
| 7    | Arrastão de Cascadura           | O Rio em Ação é Pan no Carnaval do Arrastão                                          | Sandro Gomes                                                | 170,9  |
| 8    | Unidos da Villa Rica            | Em Sua Viagem Ambiental, Villa Rica Recicla o Carnaval                               | Tadeu Salgado                                               | 168,9  |
| 9    | Canários das Laranjeiras        | O Brasil Põem na Mesa o Banquete do Povo para Acabar com a Fome                      | Agnaldo Corrêa                                              | 168,8  |
| 10   | Acadêmicos da Abolição          | Neste Carnaval, a Acadêmicos da Abolição É Surreal                                   | Lane Santana                                                | 168,5  |
| 11   | Unidos do Cabuçu                | Pindorama, Paraíso de Belezas Naturais, Hoje Terra de Todos, Depois Só Brasil        | Luiz Carlos Guimarães                                       | 167,7  |
| 12   | Unidos do Anil                  | Vila Isabel, Berço do Samba                                                          | Ramiro Montalvão                                            | 166,6  |
| 13   | Acadêmicos da Barra da Tijuca   | A Revolta de Netuno Contra a Poluição das Águas                                      | Cássio Carvalho                                             | 166,4  |
| 14   | Unidos do Sacramento            | Do Barro ao Jarro, Uma História Feita à Mão                                          | Luiz Freire                                                 | 165,6  |

## Grupo D
O desfile do Grupo D (quinta divisão) foi organizado pela AESCRJ e realizado a partir da noite da segunda-feira, dia 7 de fevereiro de 2005, na Estrada Intendente Magalhães.
| Ordem dos desfiles |
| 1. Mocidade Unida do Santa Marta 2. Unidos da Vila Kennedy 3. Sereno de Campo Grande 4. Unidos de Padre Miguel 5. Mocidade Unida de Jacarepaguá 6. Unidos de Cosmos 7. Delírio da Zona Oeste 8. Acadêmicos de Vigário Geral 9. Em Cima da Hora 10. Acadêmicos do Dendê 11. Paraíso da Alvorada 12. Boêmios de Inhaúma 13. Unidos de Manguinhos 14. Acadêmicos do Sossego |

### Classificação
Unidos de Padre Miguel foi a campeã, garantindo seu retorno ao Grupo C, de onde estava afastada desde 2001. A escola realizou um desfile sobre o carnaval carioca. Sereno de Campo Grande e Acadêmicos de Vigário Geral também foram promovidas ao Grupo C.
| Legenda: Promovidas ao Grupo C Rebaixadas para o Grupo E |

| Col. | Escola                        | Enredo | Carnavalesco(a)                 | Pontos |
| ---- | ----------------------------- | --- | ------------------------------- | ------ |
| 1    | Unidos de Padre Miguel        | Abram Alas que Eu Quero Passar. Sou Carnaval Carioca, Sou Unidos de Padre Miguel                           | André Cezari                    | 178,8  |
| 2    | Sereno de Campo Grande        | Uma Estrela Imortal - Clara Nunes                                                                          | Wagner Silva                    | 178,1  |
| 3    | Acadêmicos de Vigário Geral   | Respeitável Público, o Circo Chegou                                                                        | Comissão de Carnaval            | 177,6  |
| 4    | Em Cima da Hora               | Mãe Baiana, Signo da Africanidade Carioca                                                                  | Cida Donato                     | 177    |
| 5    | Acadêmicos do Dendê           | Na História do Relógio, Tudo tem Hora Certa                                                                | Jorge Mendes                    | 175,4  |
| 6    | Unidos de Cosmos              | Com a Fina Flor da Malandragem, Cosmos Pede Passagem                                                       | Reinaldo Silveira               | 173,1  |
| 7    | Mocidade Unida do Santa Marta | Todo Dia Era Dia de Índio                                                                                  | Ivano Fernandes                 | 172,7  |
| 8    | Acadêmicos do Sossego         | Mata para que Te Quero...                                                                                  | Letycia Fiuza                   | 172,7  |
| 9    | Unidos da Vila Kennedy        | A Vila Exalta Volta Redonda. Um Sonho Feito de Aço e Ousadia                                               | Nelson Costa                    | 172,2  |
| 10   | Paraíso da Alvorada           | Realidade ou Ilusão? O Paraíso Conta a Abolição                                                            | Agnaldo Corrêa                  | 171    |
| 11   | Unidos de Manguinhos          | Viajando na Própria História, Manguinhos Revive... E Tá Danado de Bom (Reedição do próprio enredo de 1993) | Leonardo Soares                 | 168,7  |
| 12   | Boêmios de Inhaúma            | O Místico, o Sagrado e o Profano... Boêmios Exalta o Folclore Brasileiro                                   | Edson Siqueira                  | 167,8  |
| 13   | Delírio da Zona Oeste         | Delírio, Previsões e Profecias, com Nostradamus na Folia                                                   | Gilson Senna e Fábio Ancillotti | 162,2  |
| 14   | Mocidade Unida de Jacarepaguá | Brasil Feito a Mão                                                                                         | Marinaldo Bezerra               | 159,9  |

## Grupo E
O desfile do Grupo E (sexta divisão) foi organizado pela AESCRJ e realizado a partir da noite da terça-feira, dia 8 de fevereiro de 2005, na Estrada Intendente Magalhães.
| Ordem dos desfiles |
| 1. Mocidade Independente de Inhaúma 2. Unidos do Uraiti 3. União de Vaz Lobo 4. Arame de Ricardo 5. Unidos da Vila Santa Tereza 6. Imperial de Morro Agudo |

### Classificação
Unidos do Uraiti foi a campeã, garantindo sua promoção ao Grupo D, de onde estava afastada desde 1998. A escola homenageou o ex-jogador de futebol Rildo da Costa Menezes. Arame de Ricardo e Unidos de Vaz Lobo também foram promovidas ao Grupo D. Última colocada, Imperial de Morro Agudo foi suspensa de desfilar por um ano.
| Legenda: Promovidas ao Grupo D Suspensa |

| Col. | Escola                           | Enredo                                                                                              | Carnavalesco(a)                          | Pontos |
| ---- | -------------------------------- | --------------------------------------------------------------------------------------------------- | ---------------------------------------- | ------ |
| 1    | Unidos do Uraiti                 | Rildo Menezes, Um Amigo do Rei. Do País do Futebol para o Mundo                                     | Walmir de Oliveira                       | 174,3  |
| 2    | Arame de Ricardo                 | O Arame Arma a Lona da Alegria. Respeitável Público - Assim Anuncia o Apresentador do Espetáculo... | Marcos                                   | 174,3  |
| 3    | Unidos de Vaz Lobo               | Da Escravidão à Ascensão, o Negro que Deu Certo                                                     | Henrique Seixas, Sergio e Humberto Pinto | 173,6  |
| 4    | Mocidade Independente de Inhaúma | A Lenda da Vitória-régia                                                                            | Comissão de Carnaval                     | 172,2  |
| 5    | Unidos da Vila Santa Tereza      | Max Lopes, na Magia da Criação                                                                      | Adilson Correia e Gilberto Lanio         | 171,9  |
| 6    | Imperial de Morro Agudo          | Uma Viagem Imperial de Queluz à Madureira, Rumo ao Centenário de Natal                              | Cosme de Jesus e Jr. Gusman              | 155    |

## Avaliação
O Desfile de Avaliação foi organizado pela AESCRJ e realizado após o desfile do Grupo E.
| Ordem dos desfiles                               |
| 1. Corações Unidos do Amarelinho 2. Rosa de Ouro |

Resultado
Corações Unidos do Amarelinho e Rosa de Ouro foram aprovadas para desfilar no Grupo E em 2006.
| Legenda: Promovidas ao Grupo E |

| Resultado | Escola                        | Enredo                                                     | Carnavalesco(a)               |
| --------- | ----------------------------- | ---------------------------------------------------------- | ----------------------------- |
| Aprovadas | Corações Unidos do Amarelinho | Fernando Moreno das Páginas do Povo para o Coração do Povo | Fátima Siqueira               |
| Aprovadas | Rosa de Ouro                  | Obá, a Terceira Mulher de Xangô                            | Osmar Costa e Gilberto Barros |

## Blocos de enredo
Os desfiles foram organizados pela Federação dos Blocos Carnavalescos do Estado do Rio de Janeiro (FBCERJ).

### Grupo 1
Raízes da Tijuca venceu nos critérios de desempate após somar a mesma pontuação final que o vice-campeão, Coroado de Jacarepaguá. Acadêmicos de Belford Roxo foi desclassificado por desfilar fora da ordem definida.
| Legenda: Campeão Rebaixados para o Grupo 2 |

| Col. | Bloco                        | Pontos                      |
| ---- | ---------------------------- | --------------------------- |
| 1    | Raízes da Tijuca             | 200                         |
| 2    | Coroado de Jacarepaguá       | 200                         |
| 3    | Unidos de Tubiacanga         | 194                         |
| 4    | Bloco do Barriga             | 190                         |
| 5    | Cometas do Bispo             | 187                         |
| 6    | Simpatia do Jardim Primavera | 187                         |
| 7    | Flor da Primavera            | 186                         |
| 8    | União da Ponte               | 180                         |
| 9    | Novo Horizonte               | 172                         |
| 10   | Acadêmicos de Belford Roxo   | Desclassificado (Artigo 14) |

### Grupo 2
Império do Gramacho foi o campeão do Grupo 2, sendo promovido ao Grupo 1 junto com Unidos do Alto da Boa Vista. Rosa de Ouro foi desclassificado por desfilar fora da ordem definida.
| Legenda: Promovidos ao Grupo 1 Rebaixados para o Grupo 3 |

| Col. | Bloco                           | Pontos                      |
| ---- | ------------------------------- | --------------------------- |
| 1    | Império do Gramacho             | 191                         |
| 2    | Unidos do Alto da Boa Vista     | 189                         |
| 3    | Boca de Siri                    | 185                         |
| 4    | Sorriso de Criança              | 185                         |
| 5    | Bloco do China                  | 177                         |
| 6    | Falcão Dourado                  | 151                         |
| 7    | Azul e Branco                   | 169                         |
| 8    | Magnatas de Engenheiro Pedreira | 160                         |
| 9    | Amizade da Água Branca          | 120                         |
| 10   | Rosa de Ouro                    | Desclassificado (Artigo 14) |

### Grupo 3
Mocidade Unida de Manguariba foi o campeão do Grupo 3, sendo promovido ao Grupo 2 junto com Luar de Prata.
| Legenda: Promovidos ao Grupo 2 |

| Col. | Bloco                        | Pontos |
| ---- | ---------------------------- | ------ |
| 1    | Mocidade Unida de Manguariba | 97     |
| 2    | Luar de Prata                | 96     |
| 3    | Tigre de Bonsucesso          | 92     |
| 4    | Roda Quem Pode               | 90     |
| 5    | Grilo de Bangu               | 88     |
| 6    | Chora na Rampa               | 87     |
| 7    | Unidos de Parada Angélica    | 87     |
| 8    | Esperança de Nova Campina    | 84     |
| 9    | Mocidade Unida da Mineira    | 79     |

### Grupo de Avaliação
Chatuba de Mesquita foi o campeão, sendo promovido ao Grupo 3 junto com Tradição Barreirense de Mesquita. União de São Cristóvão foi desclassificado por desfilar fora da ordem definida.
| Legenda: Promovidos ao Grupo 3 |

| Col. | Bloco                            | Pontos                      |
| ---- | -------------------------------- | --------------------------- |
| 1    | Chatuba de Mesquita              | 103                         |
| 2    | Tradição Barreirense de Mesquita | 97                          |
| 3    | Acadêmicos da Botija             | 85                          |
| 4    | União de São Cristóvão           | Desclassificado (Artigo 14) |